# Helene-Lange-Realschule Heilbronn

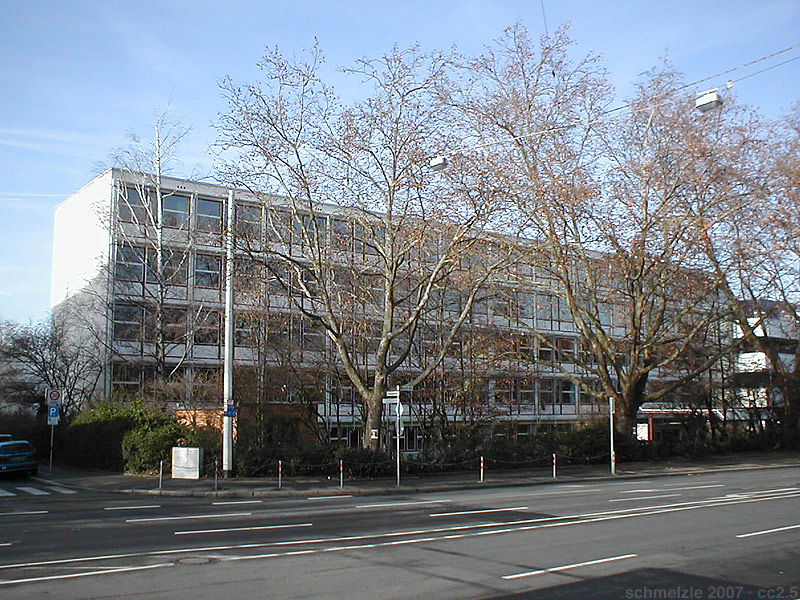
Helene-Lange-Realschule in Heilbronn

Die Helene-Lange-Realschule Heilbronn ist eine öffentliche, nach der Frauenrechtlerin Helene Lange benannte Realschule in Heilbronn und existiert seit 1962. Das Schulgebäude in der Weststraße befindet sich unmittelbar neben der Gustav-von-Schmoller-Schule.

## Architektur und Lage

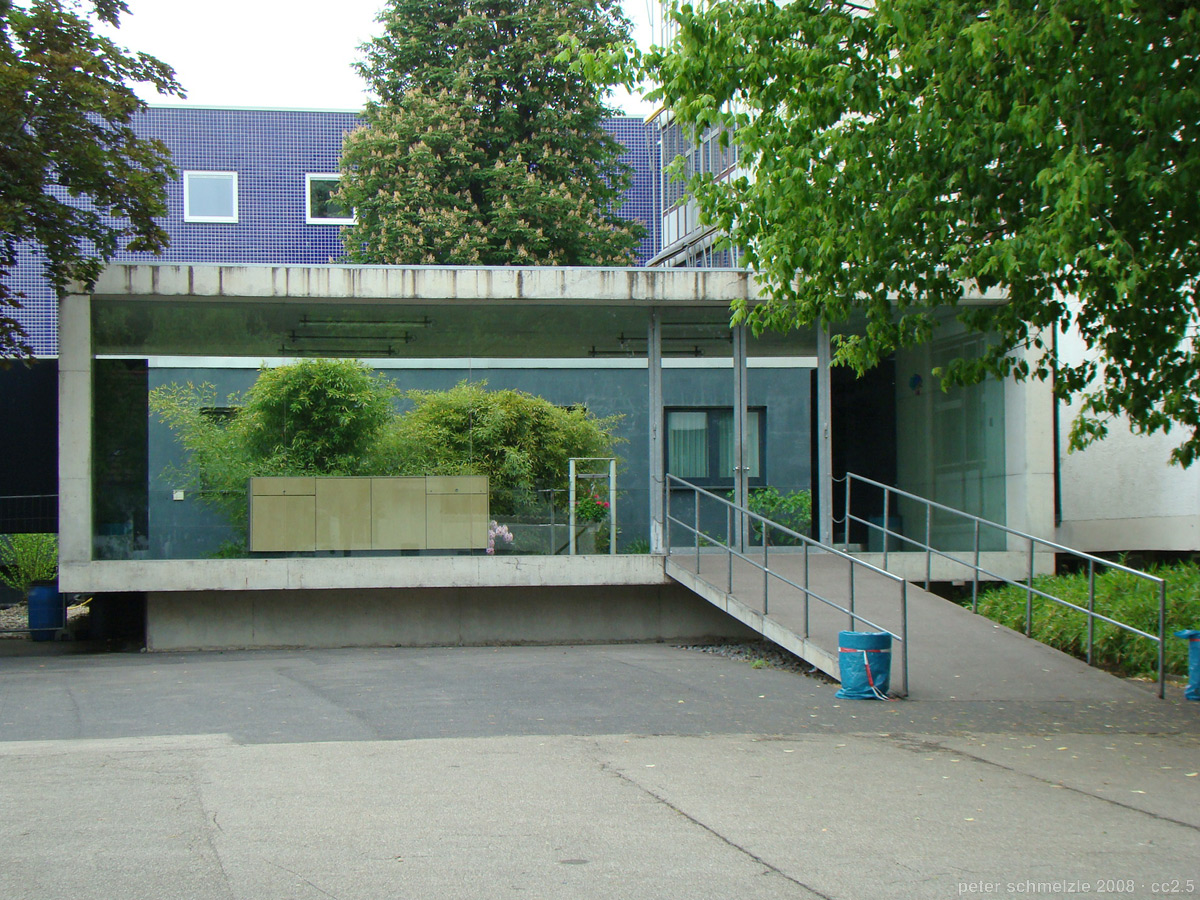
Eingangsbereich, erweitert 2002

Das Schulgebäude von 1962 ist ein fünfgeschossiger Bau mit durchgehenden Fensterfronten zur Weststraße. In den ersten Entwürfen waren noch die Flure zur Weststraße ausgerichtet, doch wegen ästhetischer Bedenken des Stadtrates wurden dann die Klassenzimmer zur Weststraße ausgerichtet. Diese Entscheidung bedeutet heute starke Sonneneinstrahlung und Aufheizung des Gebäudes bereits am frühen Vormittag und hohe Lärmbelastungen durch die vielbefahrene vierspurige Weststraße.
Zur Jahrtausendwende wurde die Überdachung des Eingangsportals und des Pausenhofs umgesetzt nach einem zeitgemäßen Architektenentwurf von Bernd Zimmermann, der 2002 die Auszeichnung Guter Bauten erhielt, aber nicht unumstritten ist. Die einem freitragenden, rechteckigen Rahmen ähnliche, horizontal gegliederte Betonkonstruktion mit großzügiger Verglasung befindet sich etwa einen Meter über Schulhofniveau und wird durch eine langgezogene Rampe erreicht.
Auf dem Schulgelände sind mehrere historische Glocken in den Grünanlagen aufgestellt. Die Schule unterhielt bis 2009 außerdem neben mehreren Projektgruppen auch eine Glockenguss-AG.

## Projekte und Arbeitsgemeinschaften

### Schülerprojekte und Preis für Modeprojekt (2006)
Ein Artikel in der Heilbronner Stimme beschreibt ein Projekt der Helene-Lange-Realschule mit dem Titel In der Nikolaikirche: Galerie im Gotteshaus. Mit einem Artikel  Schüler der HELA haben ein Herz für Tiere beschreibt ein Artikel der Rhein-Neckar-Zeitung vom 7. März 2006 ein Projekt der HELA der sich dem Heilbronner Tierheim widmet. Auch religiöse Projekte bestimmen die Arbeit der Schüler, so beschreibt ein Artikel der Heilbronner Stimme vom 11. März 2005, mit dem Titel Collagen über die zehn Gebote beschreibt ein Projekt der Schule in einer ehem. Synagoge. Die Schüler der Realschule organisierten auch eine Ausstellung in der ehemaligen Synagoge zu Affaltrach, wovon ein Artikel in der Rhein-Neckar-Zeitung vom 17. März 2005 auch berichtet. Als weiteres Projekt leitet Margit Trossbach zusammen mit Elisabeth Kalisch, Marion Kolb ein Literatur-Projekt und gibt dazu auch Lesungen mit Inka Bach gibt: Mit Courage gegen Gewalt. Ein Artikel der Heilbronner Stimme vom 17. März 2006 mit dem Titel Hautnah erlebt, wie Europa funktioniert beschreibt ein Projekt der Klasse 6a der Helene-Lange-Realschule. Ein Artikel der Heilbronner Stimme vom 17. März 2006 mit dem Titel Preis fürs Modeprojekt beschreibt ein preisgekröntes Projekt der Klasse 6a der Helene-Lange-Realschule:

„Die Jury der Bundeszentrale für politische Bildung war begeistert: Die Klasse 6a der Heilbronner Helene-Lange-Realschule hatte sich mit ihrem Beitrag zum Schülerwettbewerb 2005 nicht nur viel Arbeit gemacht. Ihr Thema ‚Wie wichtig sind Trends?‘ spornte die Sechstklässler zu großer Kreativität an. Die Anstrengung wurde jetzt mit einem Preis belohnt. ‚Die ganze Klasse war hoch motiviert und trug eine Menge Informationen über die Mode von früher und heute zusammen‘, freut sich Realschullehrer Thomas Zimmermann. „Wir wollten präventiv vor übertriebener Markengläubigkeit warnen, denn die Persönlichkeit wird eben doch durch die Kleidung geprägt und dadurch auch bewertet. Wie wichtig die ‚trendige’ Kleidung ist, um von anderen Jugendlichen oder Klassenkameraden akzeptiert zu werden, wurde den Schülerinnen und Schüler jetzt erst deutlich. Am alten Sprichwort ‚Kleider machen Leute’ scheint doch einiges dran zu sein!“ Zur Gestaltung ihres Wettbewerbsbeitrags in Form einer Wandzeitung hatte die Klasse 6a alle bisher gelernten Methoden und informationstechnischen Kenntnisse aufgeboten. Die Konkurrenz war übrigens riesig. Über 60.000 Jugendliche der 5. bis 11. Jahrgangsstufen aus ganz Deutschland haben bei dem Schülerwettbewerb 2005 mitgemacht. (red)“

### Streitschlichterhaus
Die Friedrich-Niethammer-Stiftung förderte mit insgesamt rund 12.000 Euro bis 2005 den Bau eines Streitschlichterhauses in der Helene-Lange-Realschule, das von den Schülern und Lehrern gemeinsam in Eigenleistung gebaut wurde und im Frühjahr 2006 eingeweiht werden konnte. Dort sollen ausgebildete Streitschlichter aus der siebten bis zehnten Klasse ihren Mitschülern dabei helfen, ihre Probleme und Konflikte mit anderen Schülern auf konstruktive Art zu lösen. Das Streitschlichterhaus dient auch als Versammlungsraum für die Schülermitverwaltung bzw. als Ort der Begegnung mit Eltern oder für Projektarbeit.
Weiterhin wird der Frederick-Tag der Helene-Lange-Realschule finanziell unterstützt, an dem ein Literatur- und Lesefest an der Realschule gefeiert wird und der Literatur- und Leseförderung dienen soll.

### Büchereimentoren
Die Bücherei ist Teil des Mentorenkonzeptes der Schule und wird geführt von Schülern für Schüler. Mithilfe ihrer tatkräftigen Unterstützung ist die Bücherei an mehreren Tagen die Woche in den Pausen geöffnet.

### Medienmentoren-AG
Die Medien-AG überprüft die Ausstattung jeden Raumes und ersetzt gegebenenfalls defekte Geräte, sodass der Unterricht möglichst reibungslos ablaufen kann. Nebenbei arbeiten die Mentoren in den Technikräumen. Ziel ist eine Erweiterung der Ausstattung, um die Medien für die Lehrer sofort zugänglich zu machen, sodass eine volle Ausschöpfung und Nutzung der Unterrichtszeit gewährleistet ist.

### Fußball-AG
Als Zusatzangebot zum Vereinssport oder auch als Ausgleich zum regulären Schulalltag, bieteT DIE HELA eine gut besuchte Fußball-AG für die Schüler der Klassen 8 bis 10 an. Ebenso bietet die HELA für die unteren Klassenstufen, also unsere Klassen 5 und 6 eine spezielle Fußball-AG für diese an.

### Tanz-AG
Seit dem Schuljahr 2020/2021 wird an der HELA für tanzbegeisterte Schüler und Schülerinnen der unteren Klassen eine Tanz-AG angeboten. Diese tritt bei allen wichtigen Veranstaltungen an der HELA als fester Bestandteil auf.

## Konzepte und Schulkultur

### MINT
Die Helene-Lange Realschule wurde im Jahre 2018 mit dem Siegel MINT-Schule ausgezeichnet. Im Schuljahr 2022/2023 wurde das MINT-Siegel der Schule erneut verliehen.
Weiter hat sich die Schule im Schuljahr 2022/2023 für das Gütesiegel „Digitale Schule“ beworben. Eine Entscheidung der Jury folgt im Schuljahr 2023/2024.

### Lernband
Um Schülerinnen und Schüler gezielt fördern und fordern zu können, wurde im Schuljahr 2015/16 das Lernband ab Klasse 5 eingeführt. In jeweils einer Schulstunde an 4 Tagen werden hier gezielt Aufgaben zum Wiederholen und Üben des Unterrichtsstoffes gestellt. Die Aufgaben kommen aus den drei Kernfächern Deutsch, Mathe und Englisch. Der Stundenverlauf ist rhythmisiert um den Schülern eine gute Struktur vorzugeben. Die Betreuung in der Stunde erfolgt durch zwei Lehrkräfte. Zu jeder Aufgabe liegen die Lösungen bereit. Somit können die Schüler in Eigenverantwortung ihre Ergebnisse kontrollieren. Ein wichtiger Bestandteil des Lernbands sind die Lernentwicklungsgespräche, die dazu beitragen sollen, sich mit der eigenen Entwicklung, dem eigenen Lernverhalten und dem Umgang mit Fehlern auseinanderzusetzen. Die Gespräche führt jeweils einer der Fachlehrer. Mittlerweile gibt es das Lernband auch in den Klassenstufen 7 und 8.

### Medienkonzept
Neben der vorgeschriebenen Unterrichtsstunde im Fach Medienbildung (Klasse 5) wird an der HELA für alle Schüler der Klassenstufe 6 verpflichtend das Fach FMB angeboten. Die erlernten Kenntnisse und Fähigkeiten aus Klasse 5 werden in Klasse 6 gefestigt und weiterentwickelt.
Das Fach Informatik ist im Gegensatz zu anderen Schulen für alle Schüler in Klasse 7+8, und somit 1 Jahr länger, verpflichtend zu besuchen. Das Fach Informatik wird an der HELA somit erst in Klasse 9+10 zum Wahlfach.

### Medienausstattung
Durch die Coronapandemie und die daraus resultierenden Anstrengungen der Schulleitung und des Kollegiums konnte die HELA deutliche Fortschritte in Sachen Medienausstattung machen.
Es wurden mehrere Tabletkoffer für die einzelnen Stockwerke und die VKL-Klassen angeschafft. Im Schuljahr 2021/2022 wurden die Computerräume mit modernen Flachbildschirmen und leistungsstarken Mini-PCs neu ausgestattet.
Seit dem Schuljahr 2022/2023 wurden mit einer ersten Charge interaktive Beamer mit Whiteboard in der Hälfte der Klassenzimmer installiert. In der zweiten Charge, die für das Schuljahr 2023/2024 angekündigt ist, werden die restlichen Klassenzimmer ausgestattet.
Ebenfalls wurden die erste Klassenstufen mit IPads ausgestattet. Bis zum Ende des Schuljahrs 2024/2025 sollen alle Klassenstufen mit IPads ausgestattet werden.

## Öffentlichkeitsarbeit

### Förderverein
Es gibt einen Förderverein, der verschiedene Ankäufe zur Unterstützung der Schule getätigt hat. Die Partnerschaft der Schule mit Dänemark und Frankreich wird jährlich bezuschusst. Theater- und Besichtigungsfahrten aber auch Skiausfahrten werden finanziell unterstützt. Die Schüler- und Abschlusszeitung wird ebenfalls bezuschusst.

### Ehemaliges

#### Schülerzeitung, Broschüren
Es gab an der Realschule sowohl eine Schüler- als auch eine Abschlusszeitung, die ebenso von dem Förderverein bezuschusst wurde. Die Schülerzeitung trug den Namen: HELA Schülerzeitung. Neben der Schülerzeitung gab es noch die Zisch. Die Helene-Lange-Realschule hat im Jahr 2003 eine Broschüre herausgegeben: Luise Helene Bronner: „… in order that might be …“ Im Jahr 2007 wurde ein Kalender von Seiten der Realschüler herausgegeben mit dem Namen Beziehungen.

#### Partnerschulen
Seit 1990 war die Partnerschule der HELA die Beder Skole in Aarhus in Dänemark. Die Partnerschaft der Schule mit Dänemark wurde jährlich von dem Förderverein bezuschusst. Dadurch war es möglich die Heilbronner Realschüler jährlich in den Monaten Mai bzw. Juni nach Aarhus fahren können um ihre Englischkenntnisse zu verbessern. Im Gegenzug kamen die Partnerschüler aus Aarhus in den Monaten September bzw. Oktober zur Weinlesezeit nach Heilbronn. Eine andere Partnerschule war das College François Legros in Reims in Frankreich. Auch die Partnerschaft der Schule mit Frankreich wurde jährlich von dem Förderverein bezuschusst. So können Reisefahrten auch nach Reims unternommen werden und die Heilbronner Schüler können ihr Französisch verbessern.